# Franz Gottschalk
Franz Gottschalk, detto Hellboss (...), è un chitarrista e bassista danese.

## Biografia
Cresce nella piccola isola danese di Fionia, suonando in diverse band underground come Deadly Sins e Hypodermic. Nel finire degli anni 90 entra nei Dominus, con i quali nel 2000 incide il loro quarto ed ultimo album intitolato Godfallos.
Due anni dopo entra nei Volbeat in sostituzione di Teddy Vang, dove ritrova il frontman degli stessi Dominus Michael Poulsen . Dopo sei anni, con due album e due demo pubblicati, esce dalla band e poco tempo dopo entra negli Illdisposed. Attualmente è chitarrista dei Blood Eagle.

## Discografia
Con i Dominus 
- 2000 - Godfallos

 Con i Volbeat 
- 2002 - Volbeat (demo)
- 2003 - Beat the Meat (demo)
- 2005 - The Strength/The Sound/The Songs
- 2007 - Rock the Rebel/Metal the Devil

 Con gli Illdisposed 
- 2008 - The Prestige
- 2009 - To Those Who Walk Behind Us
- 2011 - There Is Light (But It's Not for Me)